# Johann Hartwig Ernst von Bernstorff
Johann Hartwig Ernst von Bernstorff (ur. 12 maja 1712 w Hanowerze, zm. 18 lutego 1772 w Hamburgu) – duński polityk i mąż stanu. Był Ministrem Spraw Zagranicznych Danii w latach 1754-1772. Jeden z najwybitniejszych duńskich polityków XVIII wieku. 

## Życiorys

### Dzieciństwo i młodość: 1712-1732
Pochodził z bardzo starej hanowerskiej rodziny arystokratycznej Bernstorffów. Jego ojcem był Joachim Engelke, szambelan elektora Hanoweru. Matką Johanna była Sophie Charlotte von Bernstorff. Jej ojciec, a dziadek Johanna, Andreas Gottlieb Bernstorff (1640-1726), był jednym z najzdolniejszych ministrów elektora Hanoweru i od 1714 roku króla Wielkiej Brytanii (Jerzy I Hanowerski). Pod jego pieczą Johann zdobył umiejętność posługiwania się wieloma językami europejskimi; słynął potem jako szczególnie znakomicie władający językiem francuskim. Jego krewni, ministrowie Chrystiana VI: Christian Ludvig von Plessen (1676-1752) i Carl Adolph von Plessen (1678-1756) wprowadzili go do polityki.

### Początki kariery dyplomatycznej 1732-1756
W roku 1732 został wysłany z misją dyplomatyczną Drezna, a w 1738 reprezentował Holsztyn na zjeździe w Ratyzbonie. Od 1744 do 1750 był reprezentantem Królestwa Danii w Paryżu, po powrocie z którego został w roku 1754 ministrem spraw zagranicznych. Popierał go wpływowy faworyt królewski Adam Gottlob Moltke. Fryderyk V Oldenburg bardzo cenił Bernstorffa, więc mógł on rządzić krajem przez długie 21 lat. W radzie stanu jego zdanie było decydujące. Do końca jednak najwięcej uwagi poświęcał sprawom zagranicznym.

### Wojna siedmioletnia: 1756-1763
Priorytetem polityki Bernstorffa były starania, by w Szwecji nie odrodziła się monarchia absolutna. Chciał to osiągnąć przez przyjaźń ze Szwedami. Bernstorff był rasowym dyplomatą. Jego umysł wyostrzał się, gdy państwo napotykało trudności. Zawsze preferował negocjacje od użycia siły.
Gdy toczyła się wojna siedmioletnia (1756–1763), Bernstorff usiłował utrzymać neutralność Danii za wszelką cenę. Czynił tak pomimo istnienia traktatu subsydialnego z Prusami i mimo podejrzeń ze strony Szwecji i Anglii. Za jego inicjatywą podpisano układ w Kloster-Seven (10 IX 1757), a 4 maja 1758 r. zawarł układ z Francją, by skorzystać z jej pośrednictwa w wymianie Holsztynu z Rosją i by zabezpieczyć przed najazdem niemieckie posiadłości i strefy wpływów Danii (Hamburg, Lubeka i Gottorp). W Holsztynie do końca wojny stacjonowało na wszelki wypadek 24 000 żołnierzy duńskich. 
Sytuacja stała się niebezpieczna w roku 1762, gdy władzę objął nowy car Piotr III Romanow. Jako książę Holsztynu miał uraz do Duńczyków i od razu wypowiedział im wojnę. Zimna krew Bernstorffa uratowała sytuację. Odrzucił rosyjskie ultimatum, przeciągając sprawę w czasie i nie angażując się na razie w walkę z Rosją. Piotr III szczęśliwie dla Danii został po paru miesiącach obalony przez swą małżonkę Katarzynę.

### Lata końcowe: 1763-1772
Gdy w roku 1766 władzę przejął Chrystian VII Oldenburg, Bernstorff stał się obiektem ataku wrogów politycznych. Oskarżono go o faworyzowanie nie-Duńczyków (tzn. Niemców) w obsadzaniu urzędów. Paradoksalnie zwolnił go Niemiec Johann Friedrich Struensee we wrześniu 1770 roku. Bernstorff powrócił do swych niemieckich posiadłości, gdzie zmarł 18 lutego 1772 roku.

## Odznaczenia
Był odznaczony duńskimi orderami Danebroga (1746), Słonia (1752) i Wierności (1752).